# Carole Arbo
Carole Arbo (Biarritz, 1961) è un'ex ballerina francese, danseuse étoile del balletto dell'Opéra di Parigi dal 1993 al 2001.

## Biografia
Carole Arbo è stata ammessa alla scuola di danza dell'Opéra di Parigi nel 1973 e sei anni più tardi ha cominciato a ballare nel corps de ballet della compagnia. Nel 1985 è stata promossa a solista, nel 1989 a ballerina principale e nel 1993 è stata proclamata danseuse étoile della compagnia dopo una rappresentazione di Giselle in cui aveva danzato il ruolo di Myrtha.
Durante i suoi oltre vent'anni con il balletto dell'Opéra di Parigi ha danzato molti dei ruoli principali del repertorio femminile, tra cui le eponime protagoniste della Carmen di Roland Petit, La Sylphide di Pierre Lacotte e Raymonda di Rudol'f Nureev. Altri ruoli coreografati da Nureev che ha interpretato sono Odette e Odile ne Il lago dei cigni, Nikiya e Gamzatti ne La Bayadère e la protagonista di Cenerentola.
Ha dato il suo addio alle scene nel 2001 e da allora ha insegnato alla scuola di danza dell'Opéra di Parigi.